# George Steiner

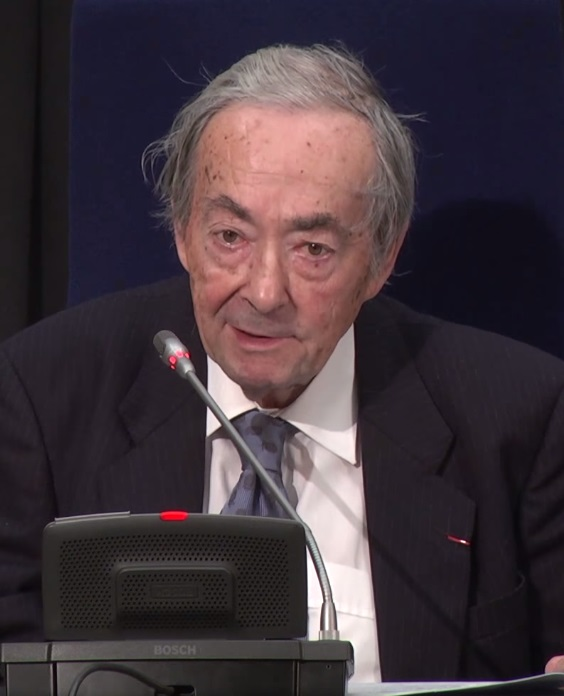
George Steiner (2013)

Francis George Steiner (ur. 23 kwietnia 1929 w Neuilly-sur-Seine, zm. 3 lutego 2020 w Cambridge) – amerykański krytyk literacki, eseista, filozof, nowelista, tłumacz i nauczyciel. 

## Życiorys
Studiował na uniwersytetach w Paryżu (Uniwersytet Paryski), Chicago, Harvardzie i Oxfordzie. Napisał 15 książek, w tym także powieści, przetłumaczonych na kilkanaście języków (do 1994 – na piętnaście). Pisał na temat związków pomiędzy językiem, literaturą i społeczeństwem oraz o Holocauście. Poliglota i polihistor.

## Krytyka
Krytyka twórczości Steinera przebiegała na wielu płaszczyznach. Przykładowo Paweł Majewski w recenzji Śmierci tragedii zwracał uwagę na „całkowite ignorowanie przez niego [Steinera] pozaliterackich uwarunkowań dzieła literackiego”. Przykładem jest Steinerowska interpretacja braku didaskaliów w sztukach teatralnych Racine’a jako celowego zabiegu artysty, podczas gdy oszczędność sztuk Racine’a wynikała w istocie z niewygodnych warunków ich wystawiania w komnatach Wersalu. Zarzuty wobec Steinera dotyczyły też zupełnego pomijania kontekstów literatury innej niż angielska, francuska i niemiecka; Steiner uznawał dziewiętnastowieczny romantyzm za moment upadku sztuki dramatycznej, mimo że właśnie wtedy rozkwitała ona m.in. w Polsce i Rosji. Ben Hutchinson podkreślał, że o ile odrzucanie przez Steinera literatury Stanów Zjednoczonych „można zrozumieć w kontekście jego nieskruszonego europeizmu”, problematyczne jest „wykluczenie praktycznie każdej interakcji z literaturami lub kulturami spoza Starego Kontynentu”. Steiner również nie poświęcał wiele miejsca twórczości kobiet.

## Tłumaczenia na j. polski
- Nauki mistrzów, Poznań 2007, Wyd. Zysk i S-ka, s. 196, ISBN 978-83-7506-081-2
- Gramatyki tworzenia. Na podstawie wygłoszonych w roku 1990 wykładów imienia Gifforda, Poznań 2004, Wyd. Zysk i S-ka, s. 304, seria Antropos ISBN 83-7298-616-9
- Rzeczywiste obecności, tł. Ola Kubińska Gdańsk-Warszawa 1997, Instytut Kultury, Słowo/Obraz Terytoria
- W zamku Sinobrodego. Kilka uwag w kwestii przedefiniowania kultury, tł. Ola Kubińska, Gdańsk 1993, Wyd. Atext
- Po wieży Babel. Problemy języka i przekładu, tł. Olga i Wojciech Kubińscy, Kraków 2000, TAiWPN Universitas, seria Horyzonty Nowoczesności
- Zerwany kontrakt, tł. Ola Kubińska, Warszawa 1994, Instytut Kultury
- Dziesięć (możliwych) przyczyn smutku myśli, tł. Ola i Wojciech Kubińscy, Gdańsk 2007, Wydawnictwo Słowo/Obraz Terytoria
- Przekładając nieprzekładalne, Gdańsk-Sopot 2007, Wydawnictwo Uniwersytetu Gdańskiego
- Śmierć tragedii, przekład Krzysztof Filip, Słowo/Obraz Terytoria 2023, ISBN 978-83-8325-053-3